# Андре, Тор
Тор Юлиус Эфраим Андре (швед. Tor Julius Efraim Andræ; 9 июля 1885 ― 24 февраля 1947) ― шведский религиовед и специалист по сравнительному религиоведению. Епископ Линчёпинга в 1936―1947 гг.
Родился в семье священника. Изучал теологию в Уппсальском университете, где в 1917 году защитил докторскую диссертацию. Стал профессором кафедры истории религий в Стокгольмском университете в 1927 году, а два года спустя вернулся преподавать в Уппсальский университет. Был назначен епископом Линчёпинга в 1936 году и в том же году в течение краткого времени занимал пост министра по делам церкви (архаичное название, фактически он был министром образования) в кабинете Акселя Перссон-Брамсторпа.
Андре был учеником Натана Сёдерблума и занял его место в Шведской академии в 1932 году. Будучи историком религии, Андре имел академический интерес к ранней истории ислама, в частности к его иудейским и христианским истокам. Также интересовался психологией религии и ранним исламским мистицизмом.
Аннемари Шиммель однажды (в 1985 году) отметила, что до сих пор лишь одно исследование «специально старалось показать роль пророка Мухаммеда в исламском благочестии. Даже сегодня Die person Muhammeds in lehre und glaube seiner Gemeinde (1918) Тора Андре остается эталоном в своей области, будучи непревзойдённым каким-либо крупным исследованием, пусть его положения были впоследствии дополнены различными другими трудами по суфизму. Однако, к сожалению, он слишком мало известен даже среди исследователей ислама».
Его книга «Исламские мистики» была переведена русский язык в 2003 году.

### Список произведений
- Исламские мистики = Islamische Mystiker. — СПб.: Евразия, 2003. — 240 с. — 2,000 экз. — ISBN 5-8071-0138-3.